# Princip nezávislosti pohybů
Princip nezávislosti pohybů zní:

Koná-li těleso pohyb složený z více pohybů, pak jeho výsledná poloha je stejná, jako kdyby konalo tyto pohyby postupně.
Principu nezávislosti pohybů se využívá při zkoumání složitějších pohybů, protože každý složitější pohyb lze rozložit na jednodušší pohyby, které je možno zkoumat nezávisle na sobě.

## Příklad
Skládání rychlostí je postup, kterým se do výsledné rychlosti složitějšího pohybu složí dvě nebo více rychlostí jednodušších pohybů tělesa. 
Protože veličina rychlost je vektor, je třeba rychlosti skládat vektorově (závisle na směrech rychlostí). V případě stejných směrů se velikosti rychlostí sčítají, v případě opačných směrů se velikosti rychlostí odčítají. Rychlosti různých směrů se skládají podle pravidel pro operace s vektory.